# Mistrzostwa świata do lat 18 w hokeju na lodzie mężczyzn 2015/Elita
17. Mistrzostwa Świata do lat 18 w hokeju na lodzie mężczyzn 2015 rozgrywano w szwajcarskim Zug i Lucernie, w dniach od 16 do 26 kwietnia 2015 roku. Mecze odbywały się w Szwajcarii po raz drugi w historii. W poprzednich mistrzostwach złoty medal zdobyli Amerykanie po wygranej w finale nad Czechami 5:2.
Tytuł zdobyli Amerykanie, którzy po dogrywce pokonali Finów 2:1.

## Organizacja
Lodowiska
| Bossard Arena Pojemność: 7015 | Arena Lucerne Pojemność: 5400 |
| ----------------------------- | ----------------------------- |
|                               |                               |
| Szwajcaria – Zug              | Szwajcaria – Lucerna          |

W tej części mistrzostw uczestniczy 10 najlepszych drużyn na świecie. System rozgrywania meczów jest inny niż w niższych dywizjach. Najpierw drużyny rozgrywają mecze w fazie grupowej (2 grupy po 5 zespołów), systemem każdy z każdym. Cztery pierwsze zespoły w fazie grupowej awansują do ćwierćfinałów. Najsłabsze drużyny z każdej z grup zagrają w fazie play-off do dwóch zwycięstw. Drużyna, która przegra dwukrotnie spada do niższej dywizji.

## Sędziowie
IIHF wyznaczyło 12 głównych arbitrów oraz 10 liniowych, którzy prezentują się następująco:
| Sędziowie główni: - Jimmy Bergamelli - Andreas Harnebring - Brett Iverson - Andreas Koch - Petri Lindqvist - Robert Mullner - Jurij Oskirko - Vladimir Pesina - Christopher Pitoscia - Marian Rohatsch - Ladislav Smetana - Per Gustav Solem | Liniowi - Markku Buese - Franco Espinoza - Jiri Gebauer - Martin Korba - Ludvig Lundgren - Brian Oliver - Aleksander Otmaczow - Nicolas Piche - Hannu Sormunen - Michael Tscherrig |

## Faza grupowa
Godziny podane w czasie lokalnym (UTC+02:00)

Grupa A
| 16 kwietnia 2015 | Szwecja | 1:3 | Słowacja | Arena Lucerne, Lucerna |

| Szczegóły      | Szczegóły                 | Szczegóły       | Szczegóły                                                      | Szczegóły                                                                                                 |
| -------------- | ------------------------- | --------------- | -------------------------------------------------------------- | --- |
| Godzina: 14:45 | J. Eriksson Ek (PP) 45:02 | (0:0, 0:1, 1:2) | 37:39 (EQ) S. Solensky 56:00 (EQ) M. Hecl 59:41 (EN) F. Lestan | Widzów: 460 Sędzia główny: Jimmy Bergamelli Jurij Oskirko Sędziowie liniowi: Franco Espinoza Jiri Gebauer |
| Godzina: 14:45 | 8 min kar                 |                 | 8 min kar                                                      | Widzów: 460 Sędzia główny: Jimmy Bergamelli Jurij Oskirko Sędziowie liniowi: Franco Espinoza Jiri Gebauer |

| 16 kwietnia 2015 | Rosja | 3:1 | Stany Zjednoczone | Arena Lucerne, Lucerna |

| Szczegóły      | Szczegóły                                                           | Szczegóły       | Szczegóły           | Szczegóły                                                                                                |
| -------------- | ------------------------------------------------------------------- | --------------- | ------------------- | --- |
| Godzina: 18:45 | D. Gurijanow (SH) 23:09 D. Żukenow (PP) 27:37 D. Sokołow (EN) 59:36 | (0:1, 2:0, 1:0) | 07:15 (EQ) T. Terry | Widzów: 925 Sędzia główny: Andreas Koch Robert Mullner Sędziowie liniowi: Ludvig Lundgren Hannu Sormunen |
| Godzina: 18:45 | 12 min kar                                                          |                 | 6 min kar           | Widzów: 925 Sędzia główny: Andreas Koch Robert Mullner Sędziowie liniowi: Ludvig Lundgren Hannu Sormunen |

| 17 kwietnia 2015 | Słowacja | 0:10 | Stany Zjednoczone | Arena Lucerne, Lucerna |

| Szczegóły      | Szczegóły | Szczegóły       | Szczegóły | Szczegóły |
| -------------- | --------- | --------------- | --- | --- |
| Godzina: 14:45 |           | (0:4, 0:6, 0:0) | 01:09 (EQ) T. Terry 10:47 (PP) M. Tkachuk 14:20 (PP) J. Roslovic 18:17 (EQ) J. Roslovic 20:28 (EQ) A. Matthews 24:49 (EQ) A. Matthews 26:21 (EQ) J. Bracco 28:46 (EQ) C. Fitzgerald 29:46 (EQ) L. Kunin 30:27 (EQ) B. Warren | Widzów: 290 Sędzia główny: Andreas Harnebring Petri Lindqvist Sędziowie liniowi: Aleksander Otmaczow Michael Tscherrig |
| Godzina: 14:45 | 8 min kar |                 | 4 min kar | Widzów: 290 Sędzia główny: Andreas Harnebring Petri Lindqvist Sędziowie liniowi: Aleksander Otmaczow Michael Tscherrig |

| 17 kwietnia 2015 | Rosja | 6:0 | Niemcy | Arena Lucerne, Lucerna |

| Szczegóły      | Szczegóły | Szczegóły       | Szczegóły  | Szczegóły                                                                                                |
| -------------- | --- | --------------- | ---------- | --- |
| Godzina: 18:45 | D. Jurtaikin (EQ) 06:59 D. Gurijanow (EQ) 11:05 W. Barabanow (EQ) 20:33 A. Iwanijużenkow (EQ) 24:58 I. Jemec (EQ) 31:50 K. Kaprizow (EQ) 54:01 | (2:0, 3:0, 1:0) |            | Widzów: 362 Sędzia główny: Brett Iverson Vladimir Pesina Sędziowie liniowi: Franco Espinoza Martin Korba |
| Godzina: 18:45 | 8 min kar |                 | 10 min kar | Widzów: 362 Sędzia główny: Brett Iverson Vladimir Pesina Sędziowie liniowi: Franco Espinoza Martin Korba |

| 18 kwietnia 2015 | Niemcy | 1:7 | Szwecja | Arena Lucerne, Lucerna |

| Szczegóły      | Szczegóły          | Szczegóły       | Szczegóły | Szczegóły                                                                                             |
| -------------- | ------------------ | --------------- | --- | --- |
| Godzina: 17:00 | T. Eder (EQ) 47:34 | (0:1, 0:5, 1:1) | 08:58 (EQ) S. Ohlsson 24:18 (EQ) S. Ohlsson 26:24 (PP) J. Eriksson Ek 29:32 (SH) R. Asplund 36:42 (EQ) J. Eriksson Ek 38:29 (PP) S. Ohlsson 49:00 (PS) C. Grundström | Widzów: 532 Sędzia główny: Andreas Koch Petri Lindqvist Sędziowie liniowi: Brian Oliver Nicolas Piche |
| Godzina: 17:00 | 14 min kar         |                 | 4 min kar | Widzów: 532 Sędzia główny: Andreas Koch Petri Lindqvist Sędziowie liniowi: Brian Oliver Nicolas Piche |

| 19 kwietnia 2015 | Słowacja | 2:4 | Rosja | Arena Lucerne, Lucerna |

| Szczegóły      | Szczegóły                                  | Szczegóły       | Szczegóły                                                                                  | Szczegóły                                                                                                   |
| -------------- | ------------------------------------------ | --------------- | ------------------------------------------------------------------------------------------ | --- |
| Godzina: 13:00 | P. Horvath (EQ) 17:26 F. Lestan (EQ) 48:26 | (1:2, 0:1, 1:1) | 05:25 (EQ) G. Rubcow 06:54 (EQ) D. Gurijanow 23:10 (EQ) D. Żukenow 53:57 (EQ) D. Jurtaikin | Widzów: 660 Sędzia główny: Vladimir Pesina Per Gustav Solem Sędziowie liniowi: Markku Buese Franco Espinoza |
| Godzina: 13:00 | 8 min kar                                  |                 | 10 min kar                                                                                 | Widzów: 660 Sędzia główny: Vladimir Pesina Per Gustav Solem Sędziowie liniowi: Markku Buese Franco Espinoza |

| 19 kwietnia 2015 | Stany Zjednoczone | 6:4 | Szwecja | Arena Lucerne, Lucerna |

| Szczegóły      | Szczegóły | Szczegóły       | Szczegóły                                                                                     | Szczegóły |
| -------------- | --- | --------------- | --------------------------------------------------------------------------------------------- | --- |
| Godzina: 17:00 | C. Keller (EQ) 05:22 Ch. McAvoy (PP) 33:03 C. White (EQ) 37:56 C. Keller (EQ) 43:45 A. Matthews (EQ) 51:43 Ch. Krys (EN) 59:59 | (1:1, 2:2, 3:1) | 04:48 (EQ) C. Grundström 36:49 (PP) J. Eriksson Ek 39:21 (EQ) J. Dahlén 50:35 (EQ) R. Asplund | Widzów: 1222 Sędzia główny: Brett Iverson Marian Rohatsch Sędziowie liniowi: Nicolas Piche Michael Tscherrig |
| Godzina: 17:00 | 8 min kar |                 | 20 min kar                                                                                    | Widzów: 1222 Sędzia główny: Brett Iverson Marian Rohatsch Sędziowie liniowi: Nicolas Piche Michael Tscherrig |

| 20 kwietnia 2015 | Niemcy | 3:4 k. | Słowacja | Arena Lucerne, Lucerna |

| Szczegóły      | Szczegóły                                                         | Szczegóły                       | Szczegóły                                                                               | Szczegóły |
| -------------- | ----------------------------------------------------------------- | ------------------------------- | --------------------------------------------------------------------------------------- | --- |
| Godzina: 18:45 | T. Eder (EQ) 07:51 J. Mayenschein (EQ) 34:06 L. Kalble (EQ) 55:20 | (1:0, 1:1, 1:2, d. 0:0, k. 0:1) | 20:25 (PP) R. Bondra 42:59 (EQ) M. Andrisik 51:17 (EQ) P. Valent 65:00 (SO) S. Solensky | Widzów: 332 Sędzia główny: Christopher Pitoscia Per Gustav Solem Sędziowie liniowi: Brian Oliver Michael Tscherrig |
| Godzina: 18:45 | 4 min kar                                                         |                                 | 6 min kar                                                                               | Widzów: 332 Sędzia główny: Christopher Pitoscia Per Gustav Solem Sędziowie liniowi: Brian Oliver Michael Tscherrig |

| 21 kwietnia 2015 | Stany Zjednoczone | 13:1 | Niemcy | Arena Lucerne, Lucerna |

| Szczegóły      | Szczegóły | Szczegóły       | Szczegóły            | Szczegóły                                                                                                 |
| -------------- | --- | --------------- | -------------------- | --- |
| Godzina: 14:45 | J. Roslovic (EQ) 07:23 L. Kunin (EQ) 10:32 J. Roslovic (PP) 12:34 M. Tkachuk (EQ) 13:19 C. White (PP) 26:39 L. Kunin (EQ) 30:12 T. Terry (EQ) 30:42 N. Boka (EQ) 34:45 L. Kunin (SH) 38:13 J. Bracco (EQ) 44:51 A. Matthews (EQ) 47:58 B. Warren (EQ) 51:47 J. Roslovic (EQ) 52:32 | (4:0, 5:1, 3:0) | 22:56 (PP) S. Schütz | Widzów: 317 Sędzia główny: Robert Mullner Jurij Oskirko Sędziowie liniowi: Franco Espinoza Hannu Sormunen |
| Godzina: 14:45 | 10 min kar |                 | 10 min kar           | Widzów: 317 Sędzia główny: Robert Mullner Jurij Oskirko Sędziowie liniowi: Franco Espinoza Hannu Sormunen |

| 21 kwietnia 2015 | Szwecja | 4:7 | Rosja | Arena Lucerne, Lucerna |

| Szczegóły      | Szczegóły                                                                                | Szczegóły       | Szczegóły | Szczegóły |
| -------------- | ---------------------------------------------------------------------------------------- | --------------- | --- | --- |
| Godzina: 18:45 | J. Lindgren (EQ) 00:46 L. Lindström (EQ) 11:58 L. Ölund (PP) 22:02 G. Olhaver (EQ) 42:06 | (2:1, 1:2, 1:3) | 00:17 (EQ) M. Worobjow 29:13 (SH) D. Gurijanow 37:22 (EQ) D. Żukenow 48:43 (PP) D. Gurijanow 52:41 (EQ) D. Sokołow 53:33 (EQ) A. Iwanijużenkow 57:17 (SH,EN) D. Gurijanow | Widzów: 732 Sędzia główny: Petri Lindqvist Christopher Pitoscia Sędziowie liniowi: Martin Korba Brian Oliver |
| Godzina: 18:45 | 12 min kar                                                                               |                 | 20 min kar | Widzów: 732 Sędzia główny: Petri Lindqvist Christopher Pitoscia Sędziowie liniowi: Martin Korba Brian Oliver |

Tabela
| Lp. | Zespół            | M | Pkt | Z | Zd | Pd | P | G+ | G- | +/− |
| --- | ----------------- | - | --- | - | -- | -- | - | -- | -- | --- |
| 1.  | Rosja             | 4 | 12  | 4 | 0  | 0  | 0 | 20 | 7  | +13 |
| 2.  | Stany Zjednoczone | 4 | 9   | 3 | 0  | 0  | 1 | 30 | 8  | +22 |
| 3.  | Słowacja          | 4 | 5   | 1 | 1  | 0  | 2 | 9  | 18 | -9  |
| 4.  | Szwecja           | 4 | 3   | 1 | 0  | 0  | 3 | 16 | 17 | -1  |
| 5.  | Niemcy            | 4 | 1   | 0 | 0  | 1  | 3 | 5  | 30 | -25 |

    = awans do ćwierćfinałów     = baraż o utrzymanie
Grupa B
| 16 kwietnia 2015 | Kanada | 11:6 | Łotwa | Bossard Arena, Zug |

| Szczegóły      | Szczegóły | Szczegóły       | Szczegóły | Szczegóły |
| -------------- | --- | --------------- | --- | --- |
| Godzina: 15:45 | N. Roy (EQ) 11:57 Jeremy Roy (PP) 17:04 B. Howden (EQ) 23:05 J. Harkins (EQ) 24:14 Jeremy Roy (EQ) 26:09 M. Stephens (EQ) 26:22 K. Capobianco (EQ) 27:20 G. Brisebois (EQ) 29:54 Jeremy Roy (EQ) 43:42 M. Stephens (EQ) 46:46 N. Roy (EQ) 49:55 | (2:3, 6:0, 3:3) | 10:17 (PP) K. Zīle 14:40 (SH) B. Priede 17:14 (EQ) R. Bernhards 41:06 (PP) F. G. Buncis 50:39 (PP) K. Čukste 56:02 (SH) E. Ezītis | Widzów: 170 Sędzia główny: Vladimir Pesina Per Gustav Solem Sędziowie liniowi: Brian Oliver Aleksander Otmaczow |
| Godzina: 15:45 | 16 min kar |                 | 10 min kar | Widzów: 170 Sędzia główny: Vladimir Pesina Per Gustav Solem Sędziowie liniowi: Brian Oliver Aleksander Otmaczow |

| 16 kwietnia 2015 | Finlandia | 6:1 | Czechy | Bossard Arena, Zug |

| Szczegóły      | Szczegóły | Szczegóły       | Szczegóły           | Szczegóły |
| -------------- | --- | --------------- | ------------------- | --- |
| Godzina: 19:45 | J. Niemelä (EQ) 08:50 V. Saarijärvi (PP) 23:05 P. Laine (EQ) 25:25 V. Saarijärvi (PP) 27:36 J. Tammela (PP) 42:25 P. Palmu (PP) 46:35 | (1:1, 3:0, 2:0) | 10:27 (EQ) L. Hajek | Widzów: 315 Sędzia główny: Marian Rohatsch Ladislav Smetana Sędziowie liniowi: Martin Korba Michael Tscherrig |
| Godzina: 19:45 | 14 min kar |                 | 30 min kar          | Widzów: 315 Sędzia główny: Marian Rohatsch Ladislav Smetana Sędziowie liniowi: Martin Korba Michael Tscherrig |

| 17 kwietnia 2015 | Łotwa | 1:4 | Czechy | Bossard Arena, Zug |

| Szczegóły      | Szczegóły               | Szczegóły       | Szczegóły                                                                      | Szczegóły                                                                                              |
| -------------- | ----------------------- | --------------- | ------------------------------------------------------------------------------ | --- |
| Godzina: 15:45 | M. Dzierkals (EQ) 35:47 | (0:1, 1:1, 0:2) | 04:05 (EQ) D. Kaše 24:56 (PP) P. Zacha 50:25 (EQ) L. Anděl 59:07 (EN) P. Zacha | Widzów: 721 Sędzia główny: Andreas Koch Marian Rohatsch Sędziowie liniowi: Markku Buese Hannu Sormunen |
| Godzina: 15:45 | 37 min kar              |                 | 14 min kar                                                                     | Widzów: 721 Sędzia główny: Andreas Koch Marian Rohatsch Sędziowie liniowi: Markku Buese Hannu Sormunen |

| 17 kwietnia 2015 | Finlandia | 3:1 | Szwajcaria | Bossard Arena, Zug |

| Szczegóły      | Szczegóły                                                             | Szczegóły       | Szczegóły            | Szczegóły |
| -------------- | --------------------------------------------------------------------- | --------------- | -------------------- | --- |
| Godzina: 19:45 | J. Puljujärvi (EQ) 06:22 P. Laine (PP) 21:15 V. Saarijärvi (EQ) 51:53 | (1:1, 1:0, 1:0) | 13:07 (EQ) D. Malgin | Widzów: 3370 Sędzia główny: Robert Mullner Christopher Pitoscia Sędziowie liniowi: Jiri Gebauer Nicolas Piche |
| Godzina: 19:45 | 8 min kar                                                             |                 | 20 min kar           | Widzów: 3370 Sędzia główny: Robert Mullner Christopher Pitoscia Sędziowie liniowi: Jiri Gebauer Nicolas Piche |

| 18 kwietnia 2015 | Szwajcaria | 1:4 | Kanada | Bossard Arena, Zug |

| Szczegóły      | Szczegóły          | Szczegóły       | Szczegóły                                                                             | Szczegóły                                                                                                  |
| -------------- | ------------------ | --------------- | ------------------------------------------------------------------------------------- | --- |
| Godzina: 18:45 | D. Diem (EQ) 38:21 | (0:1, 1:2, 0:1) | 04:00 (PP) M. Barzal 22:58 (EQ) M. Barzal 29:59 (PP) N. Roy 40:30 (PP) A. Beauvillier | Widzów: 5277 Sędzia główny: Jimmy Bergamelli Jurij Oskirko Sędziowie liniowi: Markku Buese Ludvig Lundgren |
| Godzina: 18:45 | 16 min kar         |                 | 20 min kar                                                                            | Widzów: 5277 Sędzia główny: Jimmy Bergamelli Jurij Oskirko Sędziowie liniowi: Markku Buese Ludvig Lundgren |

| 19 kwietnia 2015 | Łotwa | 1:3 | Finlandia | Bossard Arena, Zug |

| Szczegóły      | Szczegóły           | Szczegóły       | Szczegóły                                                      | Szczegóły                                                                                                   |
| -------------- | ------------------- | --------------- | -------------------------------------------------------------- | --- |
| Godzina: 14:45 | R. Puide (EQ) 13:56 | (1:0, 0:2, 0:1) | 28:40 (PP) J. Nättinen 35:44 (PP) P. Laine 46:42 (EQ) P. Laine | Widzów: 363 Sędzia główny: Jimmy Bergamelli Andreas Harnebring Sędziowie liniowi: Jiri Gebauer Martin Korba |
| Godzina: 14:45 | 14 min kar          |                 | 16 min kar                                                     | Widzów: 363 Sędzia główny: Jimmy Bergamelli Andreas Harnebring Sędziowie liniowi: Jiri Gebauer Martin Korba |

| 19 kwietnia 2015 | Czechy | 2:3 | Kanada | Bossard Arena, Zug |

| Szczegóły      | Szczegóły                                  | Szczegóły       | Szczegóły                                                                     | Szczegóły |
| -------------- | ------------------------------------------ | --------------- | ----------------------------------------------------------------------------- | --- |
| Godzina: 18:45 | P. Zacha (EQ) 06:21 R. Koblizek (EQ) 33:06 | (1:1, 1:1, 0:1) | 16:04 (EQ) P. Wotherspoon 25:57 (EQ) A. Beauvillier 44:21 (PP) A. Beauvillier | Widzów: 749 Sędzia główny: Christopher Pitoscia Ladislav Smetana Sędziowie liniowi: Aleksander Otmaczow Hannu Sormunen |
| Godzina: 18:45 | 8 min kar                                  |                 | 6 min kar                                                                     | Widzów: 749 Sędzia główny: Christopher Pitoscia Ladislav Smetana Sędziowie liniowi: Aleksander Otmaczow Hannu Sormunen |

| 20 kwietnia 2015 | Szwajcaria | 3:2 pd. | Łotwa | Bossard Arena, Zug |

| Szczegóły      | Szczegóły                                                       | Szczegóły               | Szczegóły                                   | Szczegóły                                                                                                  |
| -------------- | --------------------------------------------------------------- | ----------------------- | ------------------------------------------- | --- |
| Godzina: 19:45 | C. Thürkauf (EQ) 22:57 R. Fuchs (EA) 41:34 D. Malgin (PP) 63:42 | (0:0, 1:1, 1:1, d. 1:0) | 25:09 (PP) R. Balcers 44:25 (EQ) R. Balcers | Widzów: 2561 Sędzia główny: Brett Iverson Ladislav Smetana Sędziowie liniowi: Jiri Gebauer Ludvig Lundgren |
| Godzina: 19:45 | 10 min kar                                                      |                         | 20 min kar                                  | Widzów: 2561 Sędzia główny: Brett Iverson Ladislav Smetana Sędziowie liniowi: Jiri Gebauer Ludvig Lundgren |

| 21 kwietnia 2015 | Kanada | 3:2 | Finlandia | Bossard Arena, Zug |

| Szczegóły      | Szczegóły                                                      | Szczegóły       | Szczegóły                                 | Szczegóły |
| -------------- | -------------------------------------------------------------- | --------------- | ----------------------------------------- | --- |
| Godzina: 15:45 | M. Barzal (PP) 29:49 T. Chabot (PP) 30:55 T. Benson (EQ) 36:21 | (0:2, 3:0, 0:0) | 09:03 (EQ) A. Saarela 19:32 (EQ) P. Laine | Widzów: 1133 Sędzia główny: Andreas Harnebring Vladimir Pesina Sędziowie liniowi: Ludvig Lundgren Aleksander Otmaczow |
| Godzina: 15:45 | 12 min kar                                                     |                 | 10 min kar                                | Widzów: 1133 Sędzia główny: Andreas Harnebring Vladimir Pesina Sędziowie liniowi: Ludvig Lundgren Aleksander Otmaczow |

| 21 kwietnia 2015 | Czechy | 5:0 | Szwajcaria | Bossard Arena, Zug |

| Szczegóły      | Szczegóły                                                                                               | Szczegóły       | Szczegóły  | Szczegóły                                                                                                |
| -------------- | --- | --------------- | ---------- | --- |
| Godzina: 19:45 | D. Kaše (EQ) 15:25 M. Spacek (EQ) 17:13 P. Zacha (EQ) 28:58 Jakub Zboril (EQ) 33:05 F. Suchy (EQ) 59:27 | (2:0, 2:0, 1:0) |            | Widzów: 2468 Sędzia główny: Brett Iverson Per Gustav Solem Sędziowie liniowi: Markku Buese Nicolas Piche |
| Godzina: 19:45 | 18 min kar                                                                                              |                 | 10 min kar | Widzów: 2468 Sędzia główny: Brett Iverson Per Gustav Solem Sędziowie liniowi: Markku Buese Nicolas Piche |

Tabela
| Lp. | Zespół     | M | Pkt | Z | Zd | Pd | P | G+ | G- | +/− |
| --- | ---------- | - | --- | - | -- | -- | - | -- | -- | --- |
| 1.  | Kanada     | 4 | 12  | 4 | 0  | 0  | 0 | 21 | 11 | +10 |
| 2.  | Finlandia  | 4 | 9   | 3 | 0  | 0  | 1 | 14 | 6  | +8  |
| 3.  | Czechy     | 4 | 6   | 2 | 0  | 0  | 2 | 12 | 10 | +2  |
| 4.  | Szwajcaria | 4 | 2   | 0 | 1  | 0  | 3 | 5  | 14 | -9  |
| 5.  | Łotwa      | 4 | 1   | 0 | 0  | 1  | 3 | 10 | 21 | -11 |

    = awans do ćwierćfinałów     = baraż o utrzymanie

## Turniej play-out
| 23 kwietnia 2015 | Łotwa | 5:3 | Niemcy | Bossard Arena, Zug |

| Godzina: 12:15 | M. Dzierkals (EQ) 04:32 K. Čukste (PP) 15:17 E. Tralmaks (EQ) 19:58 F. Gundars Buncis (EQ) 26:15 K. Zīle (EQ) 47:43 | (3:1, 1:0, 1:2) | 01:01 (EQ) Ch. Kiefersauer 56:06 (EQ) J. Mayenschein 58:16 (PP) L. Kalble | Widzów: 276 Sędzia główny: Brett Iverson Christopher Pitoscia Sędziowie liniowi: Ludvig Lundgren Hannu Sormunen |
| Godzina: 12:15 | 18 min kar |                 | 16 min kar                                                                | Widzów: 276 Sędzia główny: Brett Iverson Christopher Pitoscia Sędziowie liniowi: Ludvig Lundgren Hannu Sormunen |

| 24 kwietnia 2015 | Niemcy | 3:5 | Łotwa | Arena Lucerne, Lucerna |

| Szczegóły      | Szczegóły                                                        | Szczegóły       | Szczegóły | Szczegóły |
| -------------- | ---------------------------------------------------------------- | --------------- | --- | --- |
| Godzina: 18:00 | Ch. Körner (EQ) 00:16 T. Eder (PP) 24:46 J. Napravnik (EQ) 51:43 | (1:0, 1:2, 1:3) | 26:58 (EQ) M. Dzierkals 34:05 (EQ) F. Gundars Buncis 42:31 (EQ) R. Bernhards 43:23 (SH) Ē. Žohovs 57:05 (SH) Ē. Žohovs | Widzów: 387 Sędzia główny: Jimmy Bergamelli Petri Lindqvist Sędziowie liniowi: Brian Oliver Michael Tscherrig |
| Godzina: 18:00 | 18 min kar                                                       |                 | 12 min kar | Widzów: 387 Sędzia główny: Jimmy Bergamelli Petri Lindqvist Sędziowie liniowi: Brian Oliver Michael Tscherrig |

Niemcy spadają do Dywizji IA.

## Faza pucharowa
Ćwierćfinały
| 23 kwietnia 2015 | Stany Zjednoczone | 7:2 | Czechy | Arena Lucerne, Lucerna |

| Szczegóły      | Szczegóły | Szczegóły       | Szczegóły                                 | Szczegóły                                                                                                  |
| -------------- | --- | --------------- | ----------------------------------------- | --- |
| Godzina: 14:45 | A. Matthews (PP) 11:02 C. Keller (EQ) 11:09 M. Floodstrand (EQ) 13:00 L. Kunin (EQ) 15:07 A. Matthews (EQ) 40:39 J. Bracco (EQ) 42:39 L. Kunin (EQ) 53:44 | (4:0, 0:1, 3:1) | 27:38 (EQ) M. Svoboda 52:39 (EQ) P. Zacha | Widzów: 542 Sędzia główny: Andreas Koch Per Gustav Solem Sędziowie liniowi: Markku Buese Michael Tscherrig |
| Godzina: 14:45 | 6 min kar |                 | 12 min kar                                | Widzów: 542 Sędzia główny: Andreas Koch Per Gustav Solem Sędziowie liniowi: Markku Buese Michael Tscherrig |

| 23 kwietnia 2015 | Kanada | 5:3 | Szwecja | Bossard Arena, Zug |

| Szczegóły      | Szczegóły | Szczegóły       | Szczegóły                                                                 | Szczegóły |
| -------------- | --- | --------------- | ------------------------------------------------------------------------- | --- |
| Godzina: 16:00 | J. Harkins (EQ) 05:11 M. Stephens (EQ) 06:07 D. Sideroff (EQ) 19:26 M. Stephens (EQ) 37:23 G. Knott (PP) 55:56 | (3:1, 1:1, 1:1) | 07:11 (PP) L. Carlsson 22:51 (SH) J. Eriksson Ek 55:34 (EQ) C. Grundström | Widzów: 1248 Sędzia główny: Vladimir Pesina Marian Rohatsch Sędziowie liniowi: Brian Oliver Aleksander Otmaczow |
| Godzina: 16:00 | 8 min kar |                 | 13 min kar                                                                | Widzów: 1248 Sędzia główny: Vladimir Pesina Marian Rohatsch Sędziowie liniowi: Brian Oliver Aleksander Otmaczow |

| 23 kwietnia 2015 | Finlandia | 3:0 | Słowacja | Arena Lucerne, Lucerna |

| Szczegóły      | Szczegóły                                                           | Szczegóły       | Szczegóły | Szczegóły |
| -------------- | ------------------------------------------------------------------- | --------------- | --------- | --- |
| Godzina: 18:45 | P. Laine (EQ) 06:39 S. Tavernier (EQ) 45:27 S. Tavernier (EQ) 48:01 | (1:0, 0:0, 2:0) |           | Widzów: 469 Sędzia główny: Andreas Harnebring Jurij Oskirko Sędziowie liniowi: Franco Espinoza Nicolas Piche |
| Godzina: 18:45 | 8 min kar                                                           |                 | 6 min kar | Widzów: 469 Sędzia główny: Andreas Harnebring Jurij Oskirko Sędziowie liniowi: Franco Espinoza Nicolas Piche |

| 23 kwietnia 2015 | Rosja | 0:5 | Szwajcaria | Bossard Arena, Zug |

| Szczegóły      | Szczegóły  | Szczegóły       | Szczegóły | Szczegóły                                                                                               |
| -------------- | ---------- | --------------- | --- | --- |
| Godzina: 20:00 |            | (0:1, 0:2, 0:2) | 07:51 (EQ) S. Forrer 32:26 (PP) A. Impose 39:40 (EQ) A. Impose 43:21 (EQ) D. Malgin 51:22 (EQ) D. Volejnicek | Widzów: 2381 Sędzia główny: Petri Lindqvist Robert Mullner Sędziowie liniowi: Jiri Gebauer Martin Korba |
| Godzina: 20:00 | 18 min kar |                 | 10 min kar                                                                                                   | Widzów: 2381 Sędzia główny: Petri Lindqvist Robert Mullner Sędziowie liniowi: Jiri Gebauer Martin Korba |

Półfinały
| 25 kwietnia 2015 | Kanada | 2:7 | Stany Zjednoczone | Bossard Arena, Zug |

| Szczegóły      | Szczegóły                                     | Szczegóły       | Szczegóły | Szczegóły |
| -------------- | --------------------------------------------- | --------------- | --- | --- |
| Godzina: 15:00 | D. Sideroff (PP) 31:49 M. Stephens (EQ) 44:18 | (0:0, 1:2, 1:5) | 22:25 (EQ) C. Keller 37:58 (EQ) A. Matthews 42:23 (EQ) A. Matthews 42:55 (EQ) C. White 44:39 (EQ) J. Greenway 47:09 (EQ) C. White 49:45 (EQ) C. White | Widzów: 4170 Sędzia główny: Andreas Harnebring Petri Lindqvist Sędziowie liniowi: Markku Buese Hannu Sormunen |
| Godzina: 15:00 | 12 min kar                                    |                 | 10 min kar | Widzów: 4170 Sędzia główny: Andreas Harnebring Petri Lindqvist Sędziowie liniowi: Markku Buese Hannu Sormunen |

| 25 kwietnia 2015 | Finlandia | 5:4 d. | Szwajcaria | Bossard Arena, Zug |

| Szczegóły      | Szczegóły | Szczegóły              | Szczegóły                                                                          | Szczegóły                                                                                               |
| -------------- | --- | ---------------------- | ---------------------------------------------------------------------------------- | --- |
| Godzina: 19:00 | Jesse Puljujärvi (EQ) 01:15 P. Laine (EQ) 19:04 A. Saarela (PP) 42:54 P. Laine (EQ) 48:17 A. Saarela (EQ) 65:19 | (2:2 0:0, 2:1, d. 1–0) | 04:45 (EQ) D. Riat 16:59 (EQ) K. Suleski 58:04 (EQ) N. Hischier 59:19 (EA) D. Riat | Widzów: 7015 Sędzia główny: Brett Iverson Marian Rohatsch Sędziowie liniowi: Martin Korba Nicolas Piche |
| Godzina: 19:00 | 10 min kar |                        | 10 min kar                                                                         | Widzów: 7015 Sędzia główny: Brett Iverson Marian Rohatsch Sędziowie liniowi: Martin Korba Nicolas Piche |

Mecz o trzecie miejsce
| 26 kwietnia 2015 | Kanada | 5:2 | Szwajcaria | Bossard Arena, Zug |

| Szczegóły      | Szczegóły | Szczegóły       | Szczegóły                              | Szczegóły |
| -------------- | --- | --------------- | -------------------------------------- | --- |
| Godzina: 15:00 | G. Gawdin (EQ) 07:09 J. Harkins (EQ) 09:39 D. Siderhoff (EQ) 11:54 B. Howden (EQ) 36:25 G. Gawdin (EQ) 38:43 | (3:2, 2:0, 0:0) | 17:30 (PP) D. Riat 18:55 (EQ) R. Fuchs | Widzów: 4718 Sędzia główny: Vladimir Pesina Christopher Pitoscia Sędziowie liniowi: Brian Oliver Hannu Sormunen |
| Godzina: 15:00 | 10 min kar                                                                                                   |                 | 2 min kar                              | Widzów: 4718 Sędzia główny: Vladimir Pesina Christopher Pitoscia Sędziowie liniowi: Brian Oliver Hannu Sormunen |

Finał
| 26 kwietnia 2015 | Stany Zjednoczone | 2:1 d. | Finlandia | Bossard Arena, Zug |

| Szczegóły      | Szczegóły                                  | Szczegóły            | Szczegóły              | Szczegóły |
| -------------- | ------------------------------------------ | -------------------- | ---------------------- | --- |
| Godzina: 19:00 | J. Roslovic (EQ) 40:41 C. White (EQ) 72:44 | (0:1, 0:0, 1:0, 1:0) | 00:17 (EQ) J. Nättinen | Widzów: 4457 Sędzia główny: Brett Iverson Marian Rohatsch Sędziowie liniowi: Aleksander Otmaczow Nicolas Piche |
| Godzina: 19:00 | 2 min kar                                  |                      | 4 min kar              | Widzów: 4457 Sędzia główny: Brett Iverson Marian Rohatsch Sędziowie liniowi: Aleksander Otmaczow Nicolas Piche |

## Statystyki
- Klasyfikacja strzelców[2]:  Auston Matthews,  Patrik Laine – 8 goli
- Klasyfikacja asystentów[2]:  Jeremy Bracco,  Matthew Tkachuk – 10 asyst
- Klasyfikacja kanadyjska[2]:  Auston Matthews – 15 pkt.
- Klasyfikacja +/−[2]:  Auston Matthews,  Jack Rosolovic – +11

## Nagrody
Najbardziej Wartościowy Zawodnik (MVP) turnieju
- Auston Matthews

Skład Gwiazd turnieju
- Bramkarz[3]:  Veini Vehviläinen
- Obrońcy[3]:  Vili Saarijärvi,  Jonas Siegenthaler
- Napastnicy[3]:  Patrik Laine,  Denis Malgin,  Auston Matthews

Nagrody IIHF dla najlepszych zawodników
- Bramkarz[4]:  Ilja Samsonow
- Obrońca[4]:  Vili Saarijärvi
- Napastnik[4]:  Auston Matthews